# Bermudacaris
Bermudacaris is een geslacht van kreeftachtigen uit de klasse van de Malacostraca (hogere kreeftachtigen).

## Soorten
- Bermudacaris australiensis Anker & Komai, 2004
- Bermudacaris britayevi Anker, Poddoubtchenko & Marin, 2006
- Bermudacaris harti Anker & Iliffe, 2000